# سوکریانی
سوکریانی (اوکراینی: Сокиряни, تلفظ می‌شود [sokɪˈrʲɑnɪ]; رومانیایی: Târgu Secureni) شهری در استان چرنیوتسی در کشور اوکراین است. جمعیت این شهر ۸,۶۵۲ نفر (۲۰۲۱ تخمینی) است.